# Wojtkiewicze (Białoruś)
Wojtkiewicze (biał. Войткавічы; ros. Войтковичи) – agromiasteczko na Białorusi, w obwodzie grodzieńskim, w rejonie wołkowyskim, w sielsowiecie Wołkowysk.
Dawniej wieś i majątek ziemski. W dwudziestoleciu międzywojennym leżały w Polsce, w województwie białostockim, w powiecie wołkowyskim, w gminie Biskupice.
Dawniej znajdowała się tu kaplica rzymskokatolicka, od XIX w. należąca do parafii św. Wacława w Wołkowysku (w 1893 już nie istniała). W 1994 powstała kolejna kaplica pw. NMP Matki Miłosierdzia przynależna do tej samej parafii.
Znajduje tu się przystanek kolejowy Wojtkiewicze, położony na linii Baranowicze – Wołkowysk.